# N18 (Luxemburg)
De N18 (Luxemburgs: Nationalstrooss 18) is een nationale weg in Luxemburg met een lengte van ongeveer 14 kilometer.
De route verbindt de N7 en N10 bij de plaats Marnach met de N12 bij Lullange.

## Plaatsen langs de N18
- Marnach
- Clervaux
- Lentzweiler

## N18a
De N18a is een toerit vanaf de N18 naar de N7 toe bij Marnach. De route heeft een lengte van ongeveer 250 meter.
N1 ·
N2 ·
N3 ·
N4 ·
N5 ·
N6 ·
N7 ·
N8 ·
N10 ·
N11 ·
N12 ·
N13 ·
N14 ·
N15 ·
N16 ·
N17 ·
N18 ·
N19 ·
N20 ·
N21 ·
N22 ·
N23 ·
N24 ·
N25 ·
N26 ·
N27 ·
N28 ·
N31 ·
N32 ·
N33 ·
N34 ·
N35 ·
N37 ·
N38
N50 ·
N51 ·
N52 ·
N53 ·
N55 ·
N56 ·
N57